# Kaplica św. Jana Nepomucena w Żukowie
Kaplica św. Jana Nepomucena w Żukowie – barokowa kaplica cmentarna w Żukowie. Znajduje się na cmentarzu parafialnym.

## Historia
Zanim zaczęła pełnić funkcję kaplicy cmentarnej, była kaplicą pamiątkową upamiętniającą norbertanki zabite w tym miejscu w 1226 r. Została zbudowana w 1736 r., o czym mówi kamień znajdujący się we wschodniej ścianie.

## Wyposażenie
Kaplica posiada skromne wyposażenie. Znajduje się tu ołtarz główny z dwoma obrazami przedstawiającymi św. Jana Nepomucena, dwie figury: Matki Boskiej z dzieciątkiem i św. Augustyna, dwa konfesjonały. Dawniej w miejscu tabernakulum znajdował się relikwiarz. Na ścianie wschodniej znajduje się figura św. Jana Nepomucena.